# Espionne et tais-toi
Espionne et tais-toi est une série télévisée française, diffusée sur la chaîne Antenne 2 de 1986 à 1988.

## Synopsis
D'une famille de voleurs et d'escrocs, la jeune Agnès est un jour piégée par un agent du gouvernement qui lui offre un marché : travailler comme espionne ou aller en prison. 

## Distribution
- Grace de Capitani : Agnès
- Charles Denner : Honnicut
- Sophie Grimaldi : la mère d'Agnès
- Christian Barbier : Charles
- Clément Michu : Galichon
- Gérard Loussine : Georges
- Jean-François Balmer : colonel Malone
- Jacques François : le père d'Agnès
- Marie-Pierre de Gérando : le ministre
- Claude Nicot : l'oncle

## Fiche technique
- Réalisation : Claude Boissol
- Musique : Georges Bodossian, Gérard Loussine, Gérard Cohen, Jean Jacques Giraud

## Autour de la série
Il s'agit du dernier rôle de Charles Denner qui ne participe qu'aux six épisodes de la première saison.